# Vila Porto
Vila Porto é um bairro localizado na zona nordeste da cidade de São Paulo, situado no distrito de Tucuruvi. É administrado pela Subprefeitura de Santana.